# Ace Combat: The Belkan War
Az Ace Combat Zero: The Belkan War (エースコンバット・ゼロ　ザ・ベルカン・ウォー; Hepburn: Ēsu Konbatto Zero Za Berukan Wō) (magyaros átírással: Észu Konbatto Zero. Za Berukan Vó) egy Repülőszimulátor amit a Project Aces fejlesszett és a Namco Bandai Games adott ki. A játék Playstation 2 exkluzív címként jelent meg. Japánban 2006 Március 26-án, Észak-Amerikában 2006 Április 25-én, Európában 2006 Szeptember 15-én és Ausztráliában pedig 2006 Szeptember 14-én jelent meg. Európában Ace Combat: The Belkan War címen jelent meg.

## Játékmenet
Az Ace Combat Zero: The Belkan War egy egyszemélyes kampány játékmódra és egy  egymás elleni kétjátékos módra oszlik. A játék menet az Ace Combat 04: Shattered Skies és az Ace Combat 5: The Unsung War egyes elemienek a keveréke.
A játékban régebbi típusú vadászrepülőgépek találhatókmeg mint például az F-15 Eagle és az F/A–18 Hornet. De megtalálható néhány 2. és 3. generációs vadászrepülőgép mint például a J 35 Draken. A játék hivatalos szuper vadászgépe az ADF-01 Falken az Ace Combat 5: The Unsung War-nól és az 'ADFX-02 Morgan'.
A játékos első vadászrepülőgépe egy F–5 Tiger II de a játékos meg tud majd nyitni különböző sokkal modernebb vadászrepülőgépeket. A küldetések során lelőtt ellenséges Ász pilótákat a játék a küldetések végén pontozza, és ebből fog majd a játékos pénzt szerezni amiből majd új vadászrepülőgépeket, különleges rakétákat tud majd venni. A küldetések elején a játékos választhatja ki hogy milyen repülő gépet szeretne vezeti a küldetésen és hogy milyen különleges rakéta legyen a választott gépen. Azonban a csapattársa gépét nem tudja megváltoztatni csak a különleges rakétáját. Egyes küldetések során az Ace Combat 4: Shattered Skies ismert elem hogy vissza lehet térni a bázisra hogy felszereljék rakétával a repülőgépet. Itt a játékos meg tudja változtatni a saját gépe különleges rakétáit és a csapattársa különleges rakétáit.
Az Ace Combat Zero: The Belkan War tartalmazza az Ace Combat 5: The Unsung War parancskiadó rendszerét amivel a játékos különféle parancsokat adhat ki a mesterséges intelligencia által irányított csapattársának amit a Playstation 2 kontrollerén lévő irány gombokkal lehet kiadni.

## Fogadtatás
A játékból a megjelenésének évében 202 041 példányt adtak el Japánban, ezzel az év hatvanhatodik legkelendőbb játéka volt.